# Kleine ratelaar
Kleine ratelaar (Rhinanthus minor) is een plantensoort uit de bremraapfamilie (Orobanchaceae). Het is een halfparasiet op graan en andere grassen. Ze haalt gedeeltelijk voedsel uit de wortels van grassen. Het is de kleinste van de in de Benelux aanwezig soorten.

## Determinatie
Kleine ratelaar is een eenjarige, kruidachtige plant. Ze bereikt een hoogte van 10–50 cm. De donkergroene bladeren zijn lancetvormig tot eirond en de rand ervan is gezaagd en ze staan steeds twee aan twee (tegenover elkaar staand) aan de vierkantige stengel. Op de stengel zitten meestal zwarte streepjes.
De soort bloeit van mei tot september. De bloemen zijn plat en geel. Ze bestaan uit twee lippen, waarvan de bovenste lip wit of aan weerskanten een blauwe tand heeft. De bloemkroon is 1–1,5 cm lang en heeft een open keel. De kelk neigt, in tegenstelling tot die van de grote ratelaar, naar groen tot soms zelfs bruin geaderd of bruin aangelopen. De 1 mm grote tand van de bovenlip is een onderscheidend kenmerk. Deze is wit, maar kan net als bij grote ratelaar vaak ook paarsblauw zijn. In dat geval mag ze niet langer zijn dan breed.
Het zaad is rond en bruin en heeft rondom een vliezige rand. Als de plant beweegt maken de rollende zaden een rammelend geluid.

### Gelijkende taxa
Kleine ratelaar wordt veel verward met andere soorten uit het geslacht ratelaar. Ze lijkt het meest op grote ratelaar, die ook getande schutbladen heeft, maar hiervan zijn de onderste tanden langer toegespitst (meer dan 3 maal zo lang als breed). Daarnaast zijn de schutbladen van grote ratelaar veel lichter van kleur dan de stengelbladen en heeft de bloem een zwak naar boven gebogen kroonbuis. Ook de kelk van grote ratelaar is aanzienlijk lichter (geelachtig wit) van kleur.

## Ecologie
Kleine ratelaar komt voor op meso-oligotrofe tot mesotrofe, vochtige tot droge, basische tot zwak zure bodems. Dikwijls gaat het om standplaatsen in de volle zon. Typische standplaatsen zijn graslanden op dijken en rivierduinen, duinvalleien en vergraste heiden.